# 平成維新の会
平成維新の会（へいせいいしんのかい）は、かつて存在した日本の政策提言型市民集団。東京に本部があった。

## 概説
1992年（平成4年）11月25日発足。代表にはマッキンゼー・アンド・カンパニー・ジャパン会長を務める経営コンサルタントの大前研一が就任し、いわゆる無党派と呼ばれる大都市圏サラリーマン層を中心とする会員が「生活者主権の国」を掲げ、道州制・規制緩和などの新自由主義的政策に賛同する国会議員を党派を超えて推薦・支持をした。議員格付け効果を導入し、議員立法を強制させることによる“平成維新”実現を目指した。
そのほか、同会事務総長に茂木敏充、事務局長に長島昭久、事務局長代理に長妻昭、事務局次長に風間直樹、事務局長補佐として花咲宏基、事務局スタッフとして古川勝久、顧問として京セラ会長の稲盛和夫、日本労働組合総連合会会長の山岸章、出雲市長の岩國哲人、富士ゼロックス会長の小林陽太郎、朝日新聞編集委員の船橋洋一、北海道知事の横路孝弘らが就任（肩書きはいずれも当時）。
1993年の第40回衆議院議員総選挙では、既存政党の候補らのうち、平成維新の会の政策に賛同した108人を推薦。82人を当選させ、当選議員で「平成クラブ」を結成。教育改革法・選挙権法、行政窓口一元化法、大都市近郊飛行場の国際空港転化法、渋滞解決法－など、1人1法案の議員立法を試みた。また、フリーダイヤルによる受付電話で会員を募り（会費は月額1万円）、当初から“電子の根”構想を掲げ、パソコン通信（ニフティサーブ内の「平成維新フォーラム」）や電話会議システムによる政策議論・交流を行うなど、先進的な試みが多く見られた。しかし、同時期の政党の離合集散や、政治資金規正法改正で日本新党などミニ政党が存続できなくなり、党議拘束を重視する議員が続出。平成クラブが事実上機能しなくなった。また、100万人を目指した会員も6万人しか集まらず組織の影響力が低下した。
1995年には代表の大前研一が、同会と志を同じくする「平成都民リーグ」を母体に東京都知事選挙に立候補した。都に限定して“維新”実現を目指したが、“身内”である岩國哲人が“後出しじゃんけん”で立候補し、無党派層票を二分し落選した。同年夏にも参議院議員選挙・比例区から「政党」平成維新の会として大前研一やプロスキーヤー三浦雄一郎、丹治幹雄ら10人を立候補させるも惨敗。同年末で政治団体解散届を提出した。
その後、同会組織と会員はビジネス・ブレークスルーが発行する月刊誌「大前研一通信」や維新の会出身の地方議員による政治団体「NEXT」、市民団体「生活者主権の会」、政策学校一新塾などに引き継がれている。